# Władysław Komar (1910–1944)

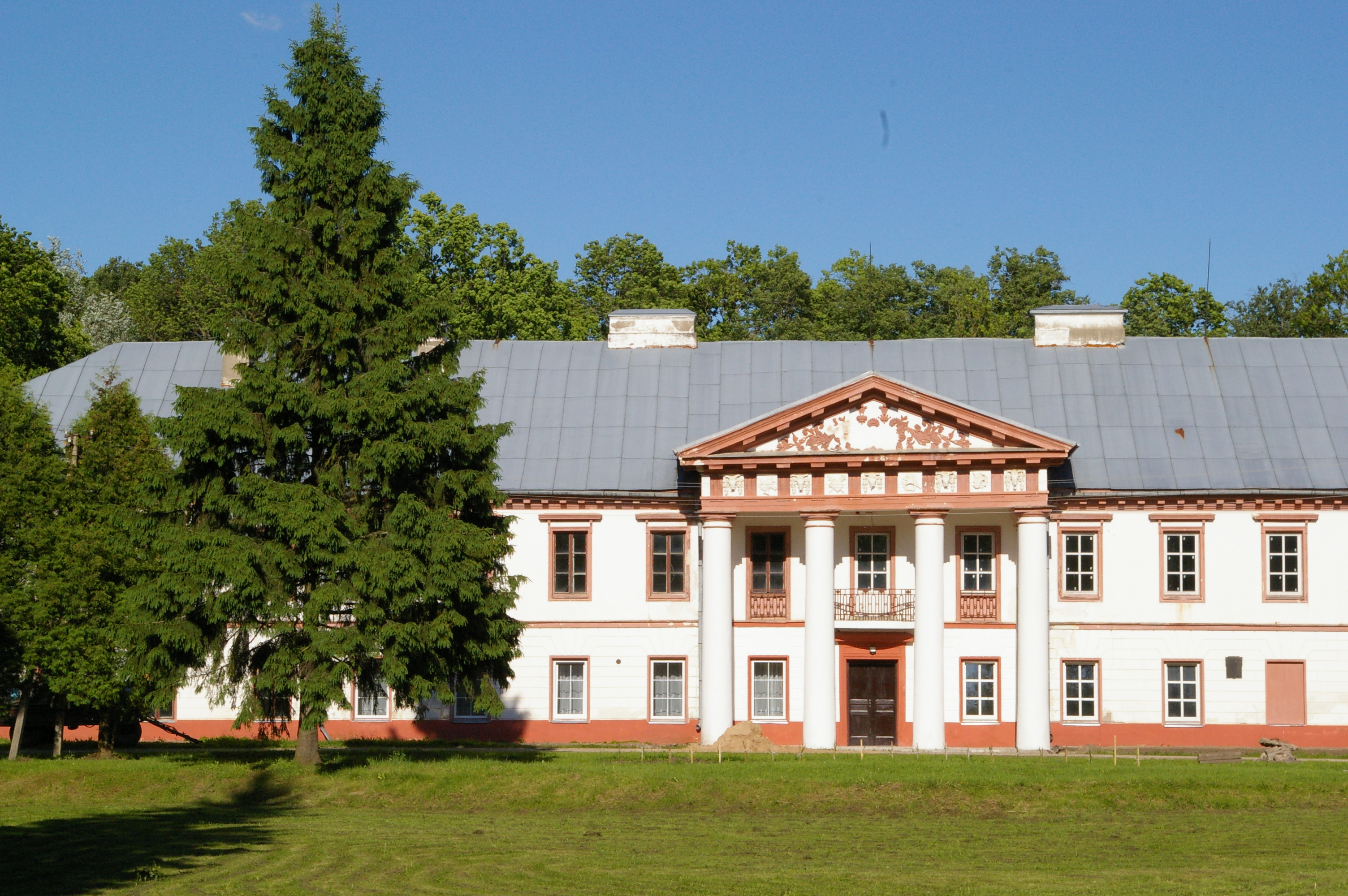
Pałac Władysława Komara w Rogówku

Władysław Komar, także Władysław Komar-Zaborzyński, (lit. Vladislavas Komaras, ur. 11 listopada 1910 w Rogówku, zm. 20 czerwca 1944 w Podbrzeziu k. Wilna) – ziemianin polski, sportowiec, żołnierz podziemia.

## Życiorys
Potomek rodziny bojarskiej, pieczętującej się herbem własnym. Mieszkał w majątku Rogówek. Żonaty z Wandą z Jasieńskich, znaną lekkoatletką, miał z nią córkę Marię Beatę i syna Władysława. W 1928 ukończył gimnazjum w Poznaniu.
W latach 1930–1934 studiował rolnictwo na terenie Belgii oraz na Uniwersytecie Poznańskim. W tym czasie był zawodnikiem AZS Poznań i wicemistrzem Polski w biegu na 110 m przez płotki (1933). Od 1934 przeniósł się na Litwę kowieńską. Startował wówczas w barwach polskiego klubu Sparta Kowno. Gdy zespół został rozwiązany, przeniósł się do Kłajpedy. Został mistrzem Litwy i krajów bałtyckich w skoku wzwyż oraz biegu na 110 m przez płotki. Jako reprezentant Litwy brał udział w Mistrzostwach Europy w Turynie (1934) i w meczu z Polską w 1939. Od 1940 do 1941 był trenerem lekkoatletycznym w Kownie.
W czasie II wojny światowej zaangażował się w działalność polskiego ruchu oporu. W 1939 roku był jednym z głównych organizatorów pomocy polskim żołnierzom internowany na Litwie, wydając na ten cel niemałe swoje fundusze.
Po wybuchu wojny rosyjsko-niemieckiej przeszedł do konspiracji w ramach ZWZ-AK, m.in. współpracował z Delegaturą Rządu na Kraj.
W 1941 za zgodą Komendy Okręgu ZWZ przyjął stanowisko zastępcy kierownika Zarządu Gospodarstw Rolnych Ostland (Landbewirstschaftungsgesellschaft Ostland) na okręg wileński, starając się obsadzać administrację majątków Polakami, dzięki czemu można było zaopatrywać w żywność partyzanckie oddziały czy zatrudniać polską młodzież, chroniąc ją przed wywiezieniem na roboty do Niemiec.
Władysław Komar pełnił też funkcję administratora majątku Glinciszki. Przybyły, wraz z reprezentantami zarządu Landbewirstschaftungsgesellschaft Ostland (Niemcami i Holendrem) do Glinciszek w trakcie mordu na 39 polskich cywilach w czerwcu 1944 roku, został zamordowany przez litewskich nacjonalistów w drodze powrotnej do Wilna. Mimo obecności niemieckiego kapitana żołnierze Litewskiego Korpusu Pomocniczego wyciągnęli go z samochodu w okolicach Podbrzezia i zmasakrowali, biorąc podobno za komendanta Aleksandra Krzyżanowskiego „Wilka”. Został pochowany na Rossie w kaplicy Żylińskich.

## Odznaczenia
Pośmiertnie został odznaczony Złotym Krzyżem Zasługi z Mieczami.